# Benedictus van Nursia
Benedictus van Nursia (480–547) wordt algemeen beschouwd als vader van het kloosterleven in de Latijnse Kerk. Hij is vooral bekend vanwege de regel van Benedictus, een verzameling voorschriften voor monniken. Deze is in stappen verplicht gesteld voor het hele Rooms-Katholieke kloosterleven en is zo een belangrijk uitgangspunt geworden, ook buiten de benedictijner kloosters. Het is een leven waarbij persoonlijke bezittingen moeten worden opgegeven en aan de kerk gedoneerd, en de goederen die bij een klooster aanwezig waren gemeenschappelijk werden gebruikt. Centraal staat de balans tussen het werken voor de gemeenschap en de spirituele verdieping, het principe ora et labora, latijn voor bidden en werken. In 1964 verklaarde paus Paulus VI Benedictus tot patroonheilige van Europa.

## Zijn leven
Benedictus werd geboren in een tijd van onrust en volksverhuizingen. Aanvallen van de Hunnen, de Vandalen of de Germanen hingen steeds in de lucht. Hij werd geboren in Nursia, het huidige Italiaanse Norcia in de buurt van Perugia. Op veertienjarige leeftijd sloot hij zich aan bij een groep kluizenaars. Toen Benedictus 20 jaar oud was, ontvluchtte hij Rome en stopte met studeren. Volgens de legende trok hij zich terug in de eenzaamheid van een grot, drie jaar lang. Zijn kleding was een haren hemd en een vriend bracht hem voedsel (brood), dat hij in een mandje naar beneden zond. 
Uiteindelijk belandde deze groep in Subiaco, ten oosten van Rome, waar het klooster Santo Speco ontstond. Hij werd tot overste gekozen in Vicovaro, maar was volgens een legende uit de 12e eeuw zo streng dat de monniken het benauwd kregen en zelfs probeerden hem te vermoorden door hem een gifbeker voor te zetten. Toen hij die echter zegende, brak de beker. Daarom wordt hij in de kunst veelal afgebeeld met een beker in de hand waaruit een slang tevoorschijn komt. Om dit soort conflicten te vermijden trok hij met enkele medestanders naar Monte Cassino. In 529 stichtte hij zijn eigen gemeenschap die bekend werd als de Abdij van Monte Cassino, waar hij zijn later beroemd geworden regels schreef. Maurus (de latere heilige) was een van zijn eerste volgelingen. Andere beroemde volgelingen waren zijn tweelingzus Scholastica en Placidus, de 7e-eeuwse Frankische kloosterstichter. Vooral de biografie van Benedictus in de Dialogen van paus Gregorius de Grote droeg al vroeg bij tot zijn reputatie.

## Bestaande en nieuwe kloosters
In de 4e eeuw werden onder leiding van de Rooms-Katholieke Kerk steeds meer kloosters gebouwd op afgelegen plaatsen en mensen geworven om daar te komen wonen. De redenen daarvan waren enerzijds de verbreiding van het geloof en het vermenigvuldigen van geschriften en boekwerken waarvan de inhoud dienstig was aan de kerk, anderzijds het inbezitnemen van woeste grond, wat in veel streken tot eigendom kon voeren. Ook werd grond verworven door schenkingen van rijke families, de kerk verkondigde dat het begunstigen van de kerk betekende dat alle zonden waren kwijtgescholden (aflaat). In de kloosters golden veel verschillende en soms onduidelijke regels. Kloosters in het westen van Europa gingen hun aandacht verleggen vanwege de volksverhuizingen en de daarmee gepaard gaande maatschappelijke onrust. Ze kregen steeds meer de taak om de resten van de Romeinse cultuur te bewaren die in de loop van de 5e eeuw uiteenviel en de cultuur van het rooms-katholicisme op te bouwen. In de afgelegen gebouwen werden bibliotheken opgebouwd, ook door bestaande werken met de hand over te schrijven en te illustreren. De schrijvers waren vaak van diverse komaf, ook zogenaamde heidense schrijvers.  Benedictus stimuleerde daarmee Cassiodorus, iemand in een hoge positie onder de Oost-Gotische koning Theodorik de Grote die zich ook ging toeleggen op het kopiëren van manuscripten en het bestuderen van antieke geschriften. Door deze nadruk op de waarde van oude geschriften raakte dankzij de kloosters de Grieks-Romeinse cultuur in de Middeleeuwen niet geheel verloren.

## De regel van Benedictus

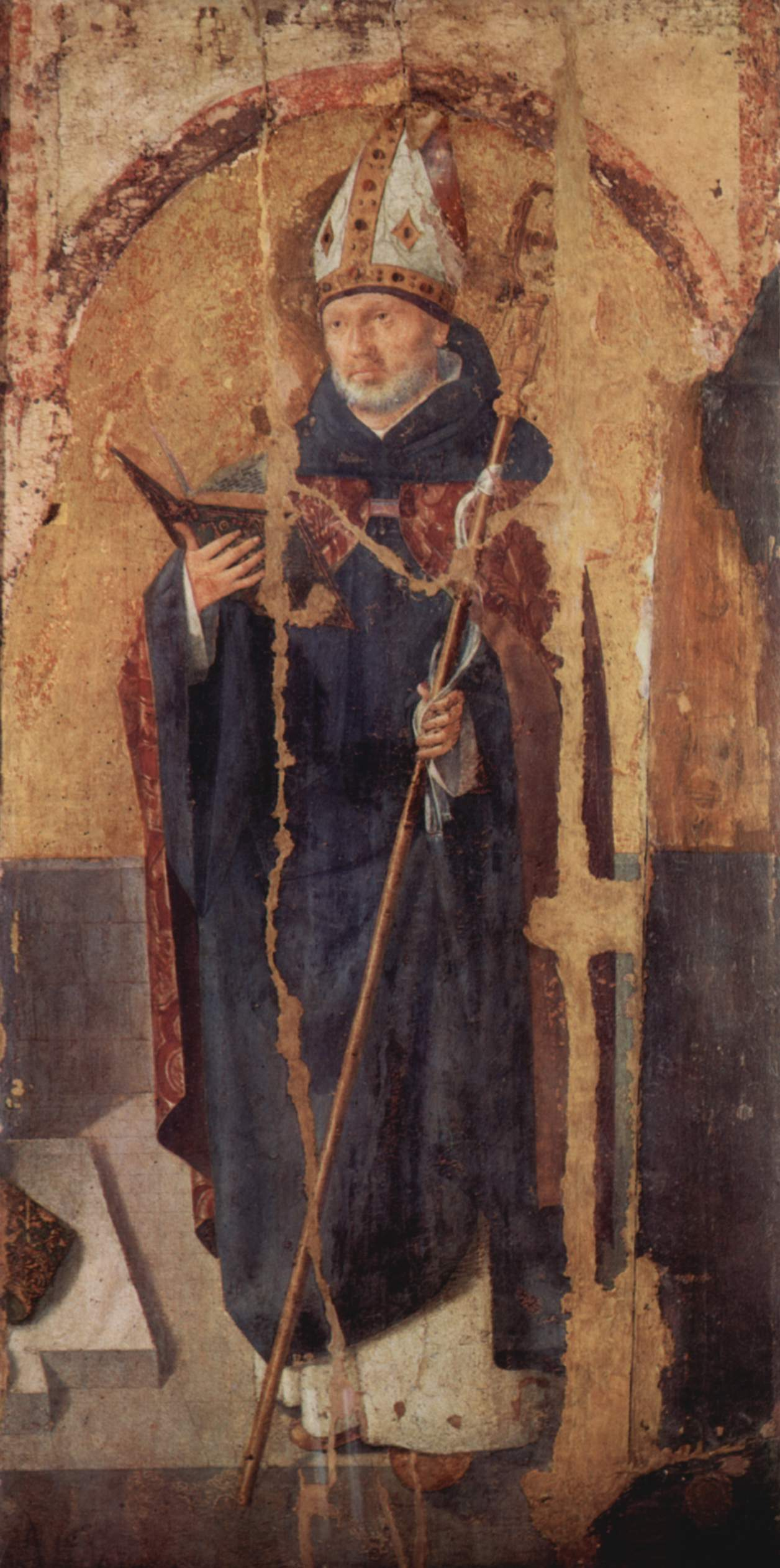
De Heilige Benedictus van Nursia (1473), Antonello da Messina, Museo regionale di Messina

De invloed van Benedictus is vooral toe te schrijven aan zijn kloosterregel, de Regula Benedicti. Er bestonden al wel dergelijke regels, zoals de anonieme Regula Magistri, maar deze werden vaak als te streng of onevenwichtig ervaren, zoals later ook die van de heilige Columbanus. Volgens Benedictus moesten de monniken drie geloften afleggen: armoede, kuisheid en gehoorzaamheid aan de abt. De monniken moesten zich toeleggen op "ora et labora", waarmee het bidden en het werk bedoeld wordt. Het bidden werd gedaan door acht maal per dag deel te nemen aan het koorgebed. Ten slotte moesten de monniken zich bezighouden met de lectio divina, het mediterend lezen van de Bijbel en de kerkvaders. De regel van Benedictus is een afgewogen ritme van acht uur bidden, acht uur werken en acht uur rusten. Door ondersteuning van, en verplichtstelling door, de kerk en in afspraak met de kerk door wereldlijke leiders, verspreidde de Orde der Benedictijnen, zoals ze naar Benedictus zouden gaan heten, zich over heel Europa. Dit gebeurde zowel door het invoeren van de voorschriften in reeds bestaande kloosters als het stichten van nieuwe kloosters. Zo is Benedictus uiteindelijk, in 1968 ook een van de patroonheiligen van Europa geworden.

### Ora et labora
Benedictus schreef zijn regel, waaruit het beginsel Ora et Labora (= Bid en Werk) wereldberoemd is geworden. Het 'werk' betekende dat een klooster zelfvoorzienend kon zijn en geen bijdrage van de moederkerk nodig had. Handwerk werd gedaan door de gewone bevolking, door slaven en lijfeigenen. De gegoede families deden ander werk, ze voerden oorlogen en bestuurden. De geestelijkheid studeerde en verbreidde het geloof. Wanneer nu Benedictus niet alleen studie, maar ook werk voorschrijft naast gebed, vraagt hij daarmee van zijn monniken een houding van de gewone man, bescheidenheid. Een deel van de monniken kwam uit welgestelde families, het waren de zonen die niet zouden erven, voor hen was werken met de hand ongewoon en beneden hun stand en waardigheid.

### Enkele regels van Benedictus
Enkele fragmenten uit de regels over de zieken: “Voor alles dient voor de zieken gezorgd te worden… Zij mogen zo vaak als nodig is in bad; de gezonden en met name de jongeren moeten zich hierin beperken. De zieken en herstellenden mogen ook vlees eten om sneller op kracht te komen. Als zij weer beter zijn moeten zij zich weer onthouden van het eten van vlees.”
Een ander fragment over luiheid: “Luiheid is de vijand van de ziel. Daarom moeten de broeders op vaste tijden handarbeid verrichten en op andere tijden heilige geschriften lezen.”

## Verering

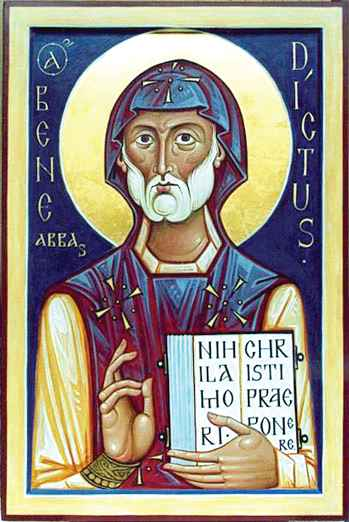
Benedictus van Nursia

Zijn feest werd vroeger op 21 maart gevierd maar tegenwoordig op 11 juli.
Hij wordt aangeroepen als 
- patriarch der monniken van het westen
- spiegel van gehoorzaamheid, armoede en zuiverheid.

## Varia
Op de geboorteplaats van Benedictus en Scholastica, werd in Norcia werd een klooster gebouwd: de Abdij van Norcia. Dit klooster werd verwoest door de Aardbeving Midden-Italië augustus 2016, de monniken bouwden een nieuwe abdij buiten de stad.